# Happy Now
Happy Now é um filme de suspense de 2001, dirigido por Philippa Cousins.

## Enredo
Todos cresceram e foram para o poder político de uma pequena comunidade do Norte de Gales. Glen Marcus e o seu melhor amigo abrigam um segredo tenebroso que parece estar a voltar para assombrá-los. Mas pode a filha de Tina Trent, uma mulher só que voltou do Alasca, ser a mesma rapariga que os dois rapazes enterraram catorze anos antes? Apenas o polícia local Max Bracchi pode resolver o caso com a ajuda de um acusado injustamente, Tin Man.

## Elenco
- Ioan Gruffudd ...  Sgt Max Bracchi
- Susan Lynch ...  Tina Trent
- Om Puri ...  Tin Man
- Emmy Rossum ...  Nicky Trent / Jenny Thomas
- Paddy Considine ...  Glen Marcus
- Richard Coyle ...  Joe Jones
- Robert Pugh ...  Hank Thomas
- John Henshaw ...  PC Pete Copsey
- Jonathan Rhys Meyers ...  Mark Wraith
- Alison Steadman ...  Bronwyn Race